# Havana Club

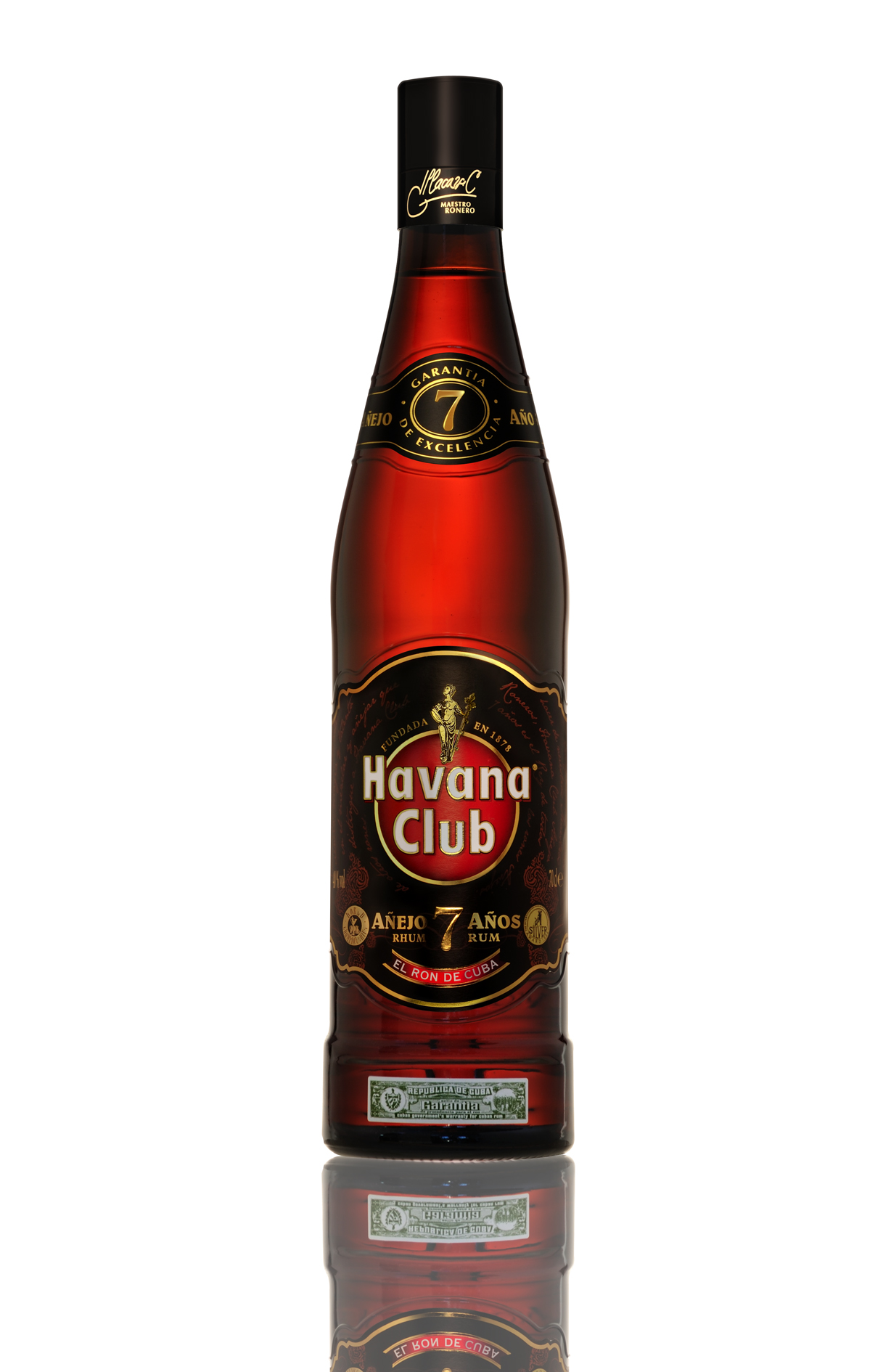
Havana Club 7 años

Havana Club este un rom cubanez, fiind unul din romurile cele mai cunoscute în lume. Trestia de zahăr care este ingredientul principal al acestui rom, a fost introdusă în Cuba de spanioli în secolul XVI. Havana Club se obține prin distilarea unor melase de înaltă calitate, mai puțin vâscoase, care constituie premisa unui rom de înaltă calitate. Toate romurile Havana Club sunt învechite în butoaie de stejar, în cel mai pur stil cubanez. Produsul final este un blend (amestec) selectate de Master Blenderul distileriei.

## Sortimente disponibile în România

### Havana Club Anejo Blanco
Havana Club Añejo Blanco este varianta de bază. Este un rom perfect pentru mixuri. Ușor de băut și amestecat dar și aromatic, acest rom are o tentă proaspată, cu note de vanilie și cireșe coapte. Gustul este fructat și este o bază perfecta pentru Mojito sau
Cuba Libre.

### Havana Club Anejo Especial
Havana Club Anejo Especial este un rom auriu premium. Este un amestec de romuri vechi și noi, dar nu mai puțin de 5 ani și maturate în butoaie de stejar. Are o aroma reminiscentă de zahăr de trestie, cu accente de miere, vanilie și scorțișoară.

### Havana Club Anejo 7 Anos
Este cel mai prestigios rom cubanez. Are culoarea mahonului. Este un amestec de romuri vechi, învechite minimum 7 ani.
Havana Club Anejo 7 Anos are un buchet intens, cu note de cedru și tabac și finsh de fructe caramelizate. 
Havana Club face parte din portofoliul Pernod Ricard.
Anual, la nivel mondial, se comercializează peste 2 milioane de lăzi de 9 litri (peste 18 milioane de litri).

## Cocktailuri

### Havana Club
Într-un pahar tip Collins (sondă) plin cu gheață, se toarnă 50 ml rom Havana Club, Coca Cola după care se stoarce o felie de lime. Se adaugă două paie și se servește.

### Mojito
Într-un pahar tip Collins (sondă) se adaugă 8-10 frunze de mentă după care se zdrobesc ușor, se storc 2-3 felii lime, se umple paharul cu gheață, se adaugă 50 ml Havana Club, apă minerală și 15 – 20 ml sirop de zahăr.
Se decorează cu frunză de mentă.

### Old Rose Daiquiri
Într-un shaker jumătate plin cu gheață se adaugă o linguriță de zahăr, 10 ml suc lime (2 felii lime stoarse), 20 ml sirop căpșuni și 60 ml Havana Club. Se agită, se strecoară într-un pahar tip cocktail (Martini) și se decorează cu o cireașă confiată sau căpșuni.

### Culto a la Vida
Într-un shaker pe jumătate plin cu gheață, se adaugă o linguriță de zahăr, 15 ml suc de lime (2 felii stoarse), 120 ml suc de afine 60 ml rom Havana Club. Se agită și se strecoară într-un pahar tip Collins (sondă) plin cu gheață. Se decorează cu o felie de lime.